# Yi I
Det här är en artikel om en person med koreanskt personnamn; Yi är familjenamnet.
Yi I, född 26 december 1536 i Gangneung, död 27 februari 1584, koreansk filosof, författare och konfuciansk forskare, var tillsammans med Yi Hwang en av de två mest lärda koreanska konfucianerna under Joseondynastin. Yi I hänvisas ofta till med hans pseudonym Yulgok ("Chestnut Valley"). Han var också politiker och var den akademiske efterträdaren till Jo Gwang-jo.

## Levnad
Mästare Yi I föddes i klanen Deoksu Yi (덕수 이씨, 德水 李氏). Hans far var en fjärde statsråd (Jwachanseong, 좌찬성) Yi Won-su, och hans mor, Shin Saimdang, var skicklig konstnären och kalligraf. Han var farbrorson till Yi Gi, premiärminister från 1549 till 1551. I sina tidiga år var han elev till Baek In-geol, efterträdaren till Jo Gwang-jo. Det sägs att han vid sju års ålder hade avslutat sina lektioner i konfucianska klassiker och klarade civila litterära examen vid 13 års ålder. Yi I lämnade Kumgang-san efter sin mors död när han var 16 och stannade i 3 år och studerade buddhism. Han lämnade bergen vid 20 års ålder och ägnade sig åt att studera konfucianism.
Yi I gifte sig vid 22 och ett halvt år och besökte Yi Hwang i Dosan året därpå. Han klarade specialexamen med högsta utmärkelse med en vinnande avhandling med titeln Cheondochaek (hangul:천도책, hanja: 天道策, "Book on the Way of Heaven"), som allmänt betraktades som ett litterärt mästerverk, som visar hans kunskap om historia och konfuciansk filosofi om politik, och återspeglar också hans djupa kunskap om taoism. Han fick ständigt högsta utmärkelser på civila prov under nio gånger i rad. Han tjänstgjorde i olika positioner i regeringen från 29 års ålder och besökte Mingdynastin som seojanggwan (Hangul: 서장관, hanja: 書狀官, dokumenthandläggare) 1568. Han deltog också i skrivandet av Myeongjong-annalerna och vid 34 års ålder skrev han Dongho Mundap, ett politiskt memorandum med elva artiklar som ägnas åt att förtydliga hans övertygelse.
På grund av sin stora erfarenhet av olika ämbeten genom åren kunde Yi I skaffa sig en bred syn på politiken och med kungens djupa förtroende blev han en av politikens centrala gestalter när han var 40 år. Hans många dokument och teser presenterades för det kungliga hovet men när politiska konflikter eskalerade 1576 visade sig hans ansträngningar vara fruktlösa och han återvände hem. Efter sin återkomst ägnade han sin tid åt studier och utbildning av sina elever och skrev flera böcker.
Han återvände till ämbetet vid 45 års ålder och medan han innehade olika ministerposter, producerade han många skrifter som registrerade avgörande politiska händelser och visade hans ansträngningar att lindra de politiska konflikter som frodades vid den tiden. Kung Seonjo var dock icke-obligatorisk i sin attityd och det blev svårt för Yi I att förbli i en neutral position i konflikterna. Han lämnade ämbetet 1583 och dog året därpå.
Enligt legenden lät han under sin livstid bygga en paviljong nära vadstället vid floden Imjin och instruerade sina arvingar att sätta i brand när kungen var tvungen att fly norrut från Seoul för att ge en vägledande fyr. Detta ägde rum under Hideyoshis invasioner av Korea i Imjin-kriget.

## Filosofi
Mästare Yi I var inte bara känd som filosof utan också som social reformator. Han höll inte helt med om den dualistiska neokonfucianismens läror som följdes av Yi Hwang. Hans skola för nykonfucianism lade tonvikten på de mer konkreta, materiella elementen, snarare än inre andlig uppfattning och värderade detta praktiska och pragmatiska tillvägagångssätt av extern erfarenhet och lärande. Till skillnad från Yi Hwang, som led genom tumultartade tider och inte njöt av att vara i politiken, var Yi I en aktiv tjänsteman som ansåg att det var viktigt att implementera konfucianska värderingar och principer i statlig administration. Han betonade vismans lärande och självodling som basen för korrekt administration.
Yi I är också välkänd för sin framsynthet om nationell säkerhet. Han föreslog att utarbeta och förstärka armén mot en eventuell japansk attack, men hans förslag avvisades av centralregeringen. Han dog efteråt, innan Imjin-kriget började.

## Utvalda verk
Det här är några av Yi I:s publicerade skrifter:
- Questions and Answers at East Lake (hangul:동호문답, hanja:東湖問答) - Eleven articles about political reform.[10]
- Memorial in Ten Thousand Words (hangul: 만언봉사, hanja: 萬言封事) - Suggestions about Confucian learning, self-cultivation, and application to government administration.[14]
- The Essentials of the Studies of the Sages (hangul: 성학집요, hanja: 聖學輯要) - Fundamentals of Confucian ethics, self-cultivation and statecraft.[15]
- The Secret of Expelling Ignorance (hangul: 격몽요결, hanja: 擊蒙要訣) - Systematic guide of learning.[16]
- Daily Records of Lectures before the Throne (hangul: 경연일기, hanja: 經筵日記) - Record of political events and happenings.[17]
- The Complete Works of Yulgok (hangul: 율곡전서, hanja: 栗谷全書) was compiled after his death on the basis of the writings he bequeathed.[18]